# 古賀義勇
古賀 義勇（こが よしお、1873年（明治6年）10月18日 - 1938年（昭和13年）9月24日）は、大日本帝国陸軍軍人。最終階級は陸軍少将。

## 経歴・人物
佐賀県出身。1895年（明治28年）陸軍士官学校第6期卒業。
1915年（大正4年）8月に高瀬連隊区司令官、1917年（大正6年）8月に陸軍歩兵大佐・歩兵第55連隊長を経て、1921年（大正10年）7月に陸軍少将に昇進と同時に待命、同年11月に予備役に編入した。

## 栄典
- 1895年（明治28年）11月15日 - 正八位[4]
- 1897年（明治30年）12月15日 - 従七位[5]